# Mario Medici
Mario Medici (Mendrisio, 8 ottobre 1908 – Mendrisio, 15 febbraio 1984) è stato un docente e storico svizzero-italiano.

## Biografia
Conosciuto per la collaborazione con giornali, riviste, col Bollettino storico della Svizzera italiana e con la Radio Televisione della Svizzera italiana, ha insegnato storia al Ginnasio di Mendrisio. La sua opera più nota è la Storia di Mendrisio, edita in due volumi nel 1980 e di cui nel 2006 il figlio Flavio ha pubblicato postumo un terzo volume.
Altre sue ricerche storiche:
- Le processioni storiche di Mendrisio, 1962
- Briciole di storia mendrisiense, 7 volumi, Tipografia Stucchi, Mendrisio, 1964
- Spese della comunità di Mendrisio, Arti grafiche Salvioni, Bellinzona, 1965
- Pubblicità viva, PAN Editrice, Milano, 1973
- La Chiesa dei SS. Cosma e Damiano di Mendrisio. Storia, Fede, Arte, Tipografia Coduri e Bremer, Lugano, 1975
- Diario di don G. Franchini, Arti grafiche Salvioni, Bellinzona, 1976
- Regesti, Arti grafiche Salvioni, Bellinzona, 1979